# Football Impact Cup
A Football Impact Cup (em português:  Copa Futebol de Impácto) foi uma competição amistosa internacional de clubes de futebol entre os anos de 2012 e 2013, disputada em Marbella, Espanha.
O torneio é uma oportunidade para as equipes do futebol europeu se prepararem durante as férias de inverno. A maioria dos jogos é transmitido para as redes nacionais dos países dos clubes participantes, permitindo que os torcedores observem o progresso atual da preparação da equipe para a próxima temporada.
A edição de 2012 foi disputada de 22 a 28 de janeiro de 2012 e foi conquistada pelo Dínamo de Kiev. Já no ano de 2013 a competição aconteceu entre os dias de 18 e 23 de janeiro de 2013, onde o campeão foi o Ferencvárosi Budapest.